# Sur (Omán)
Sur (árabe: صور Şūr) es la capital de la región de Ash Sharqiyah, en Omán (costa del golfo de Omán).

## Galería

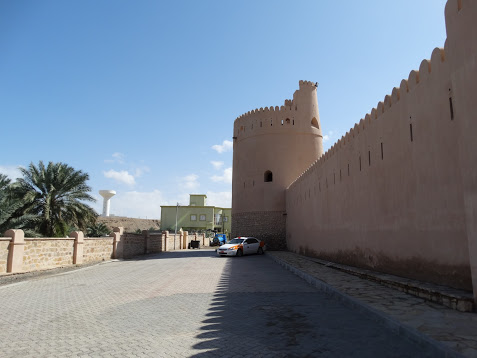
Fuerte Bilad
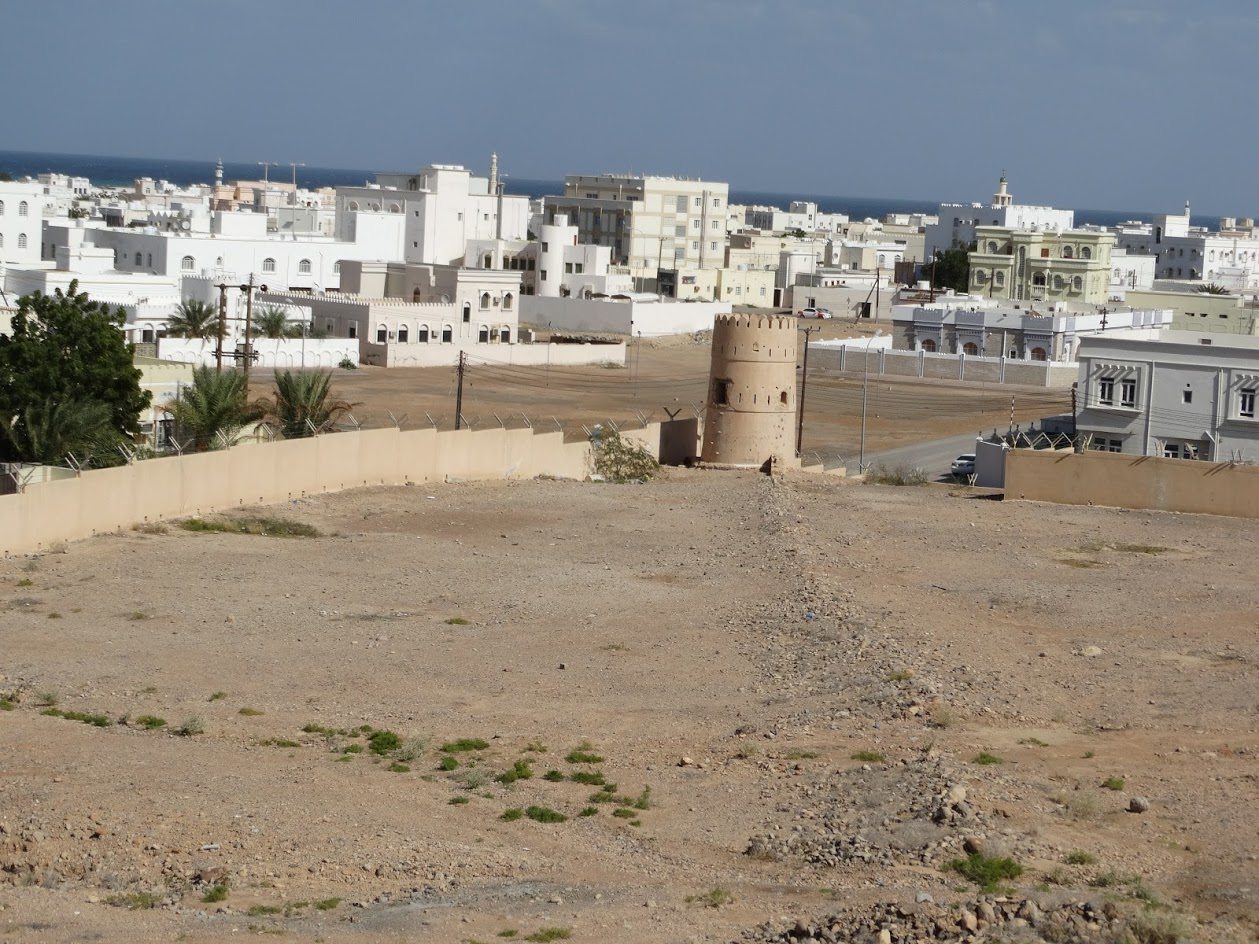
Fuerte Sunaysilah
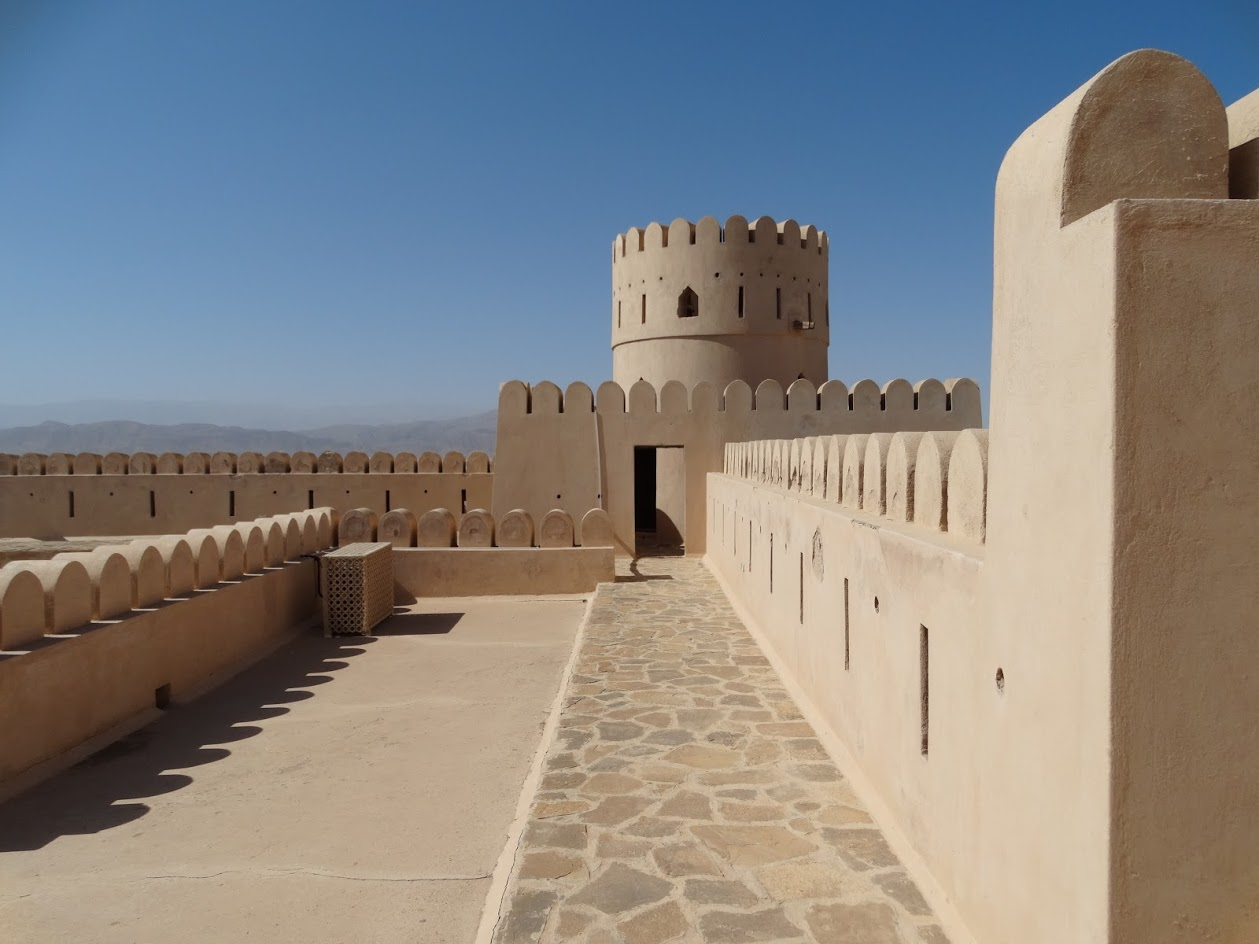
Vista de la ciudad desde el fuerte Sunaysilay
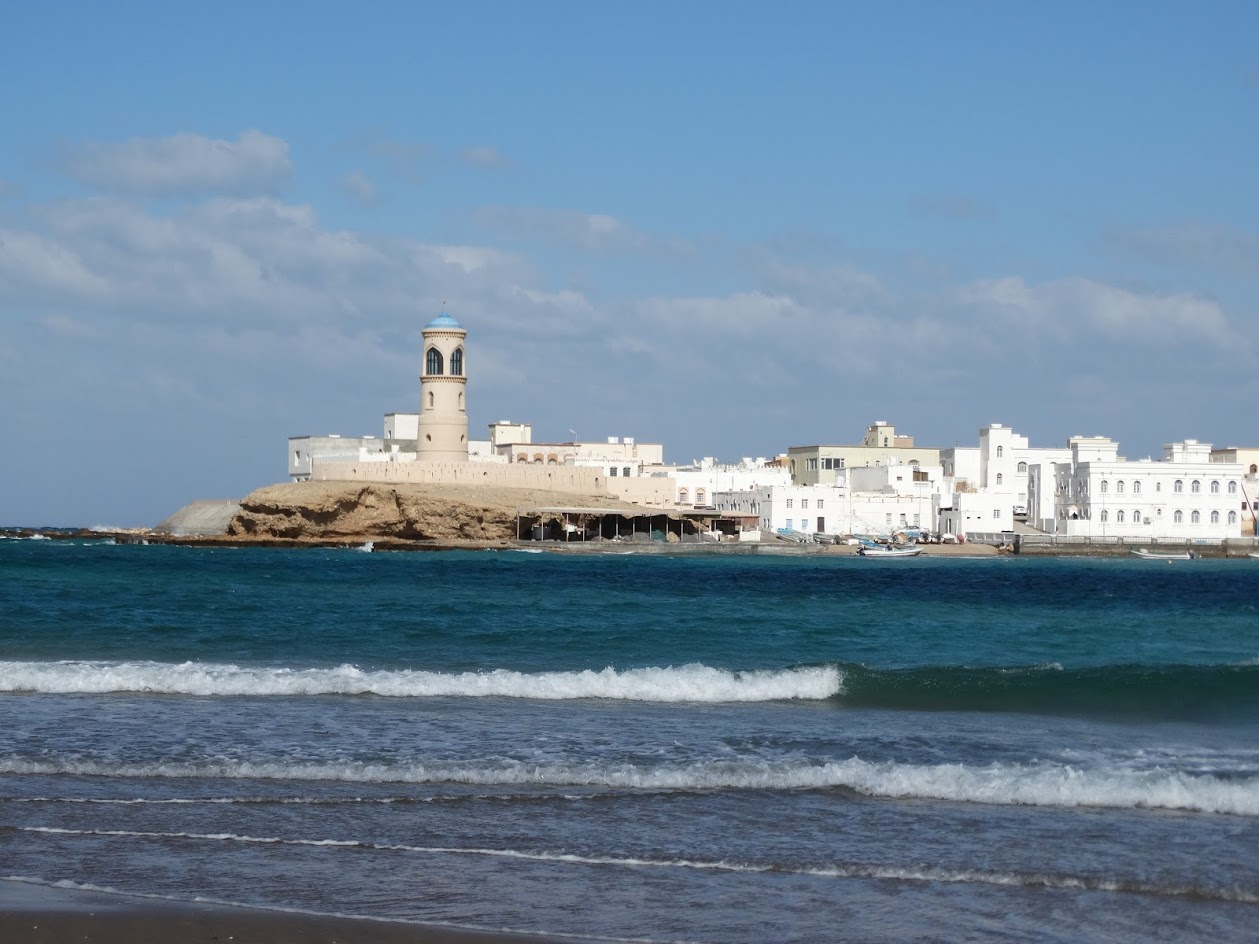
Faro
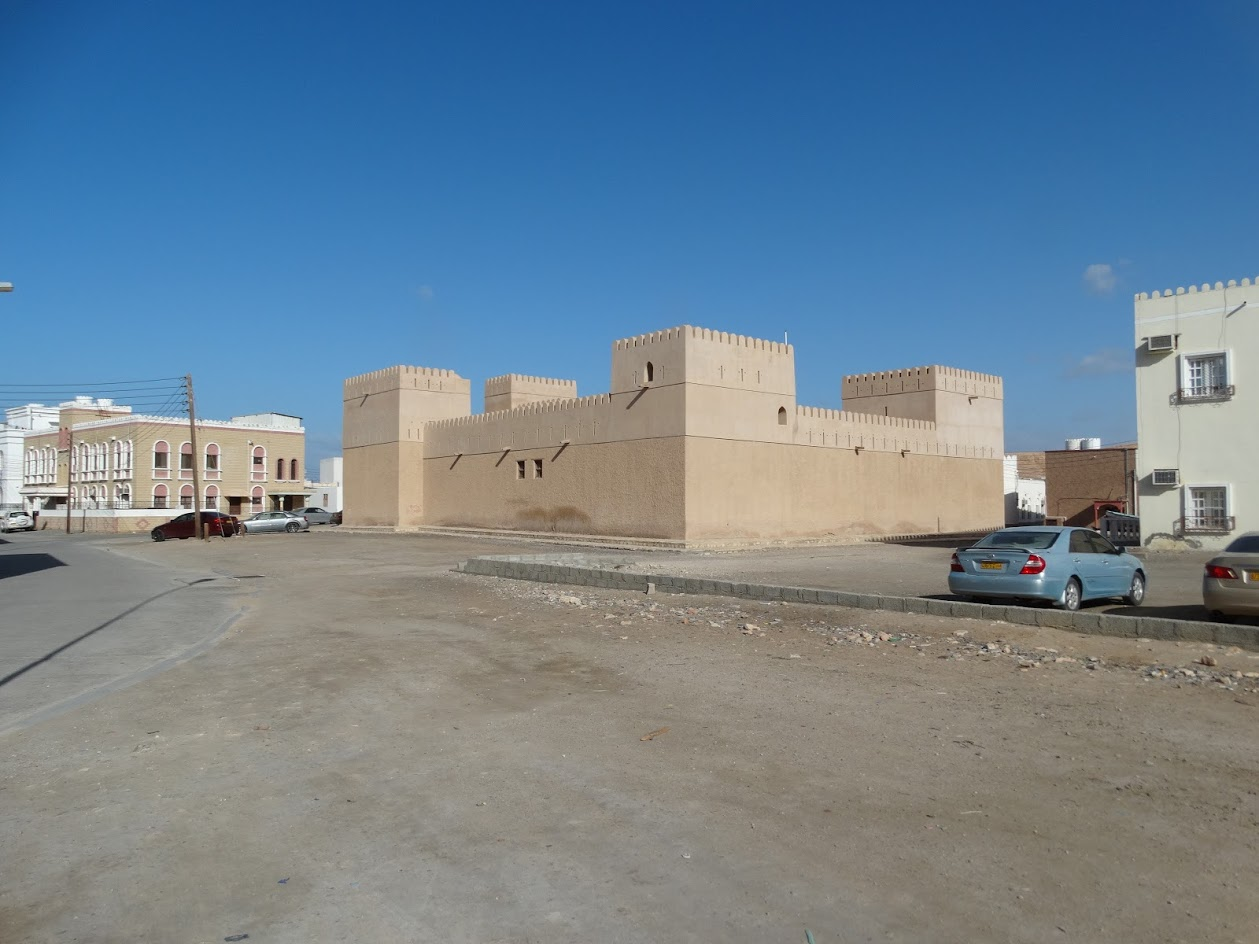
Fuerte Ayagah
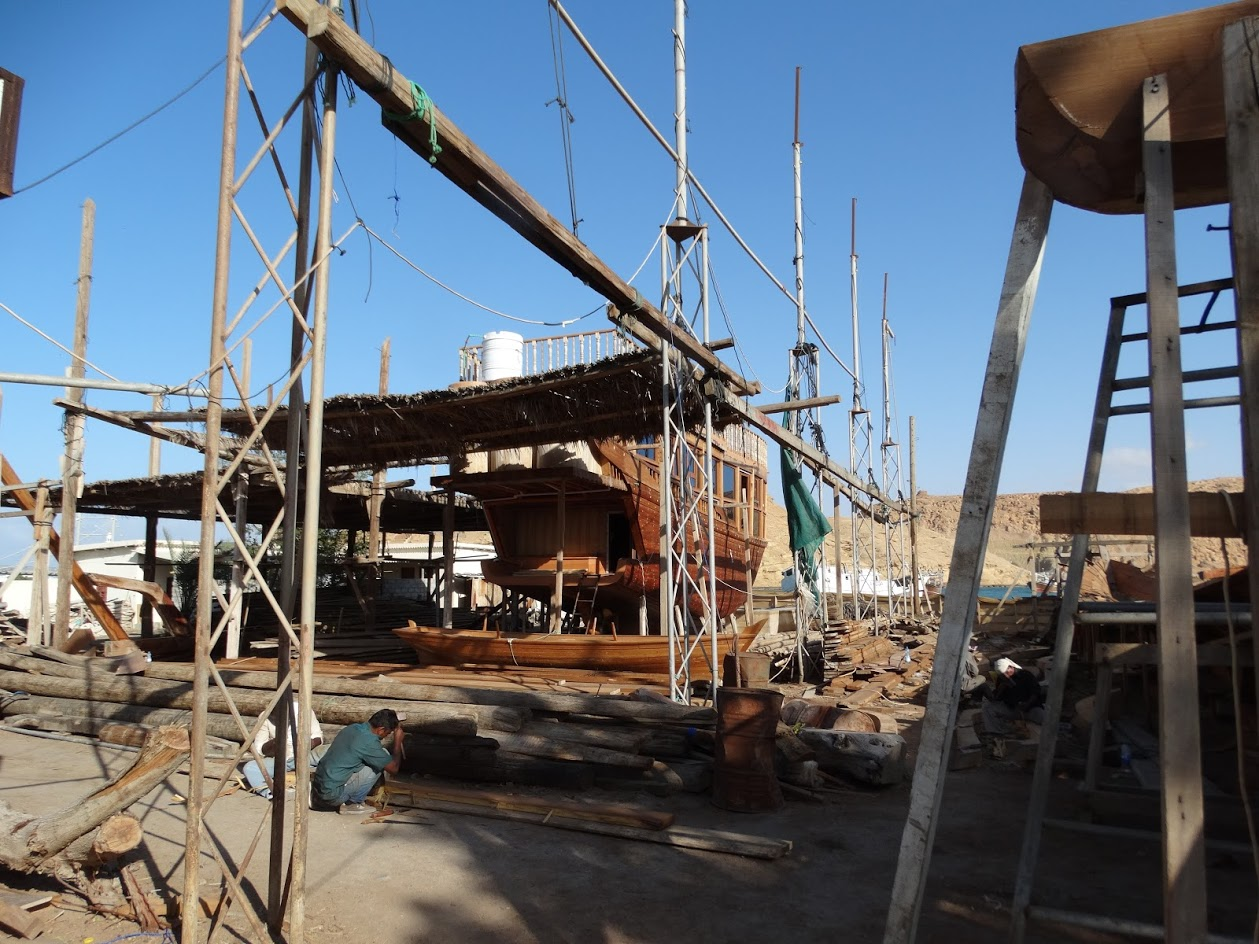
Astillero de goletas árabes
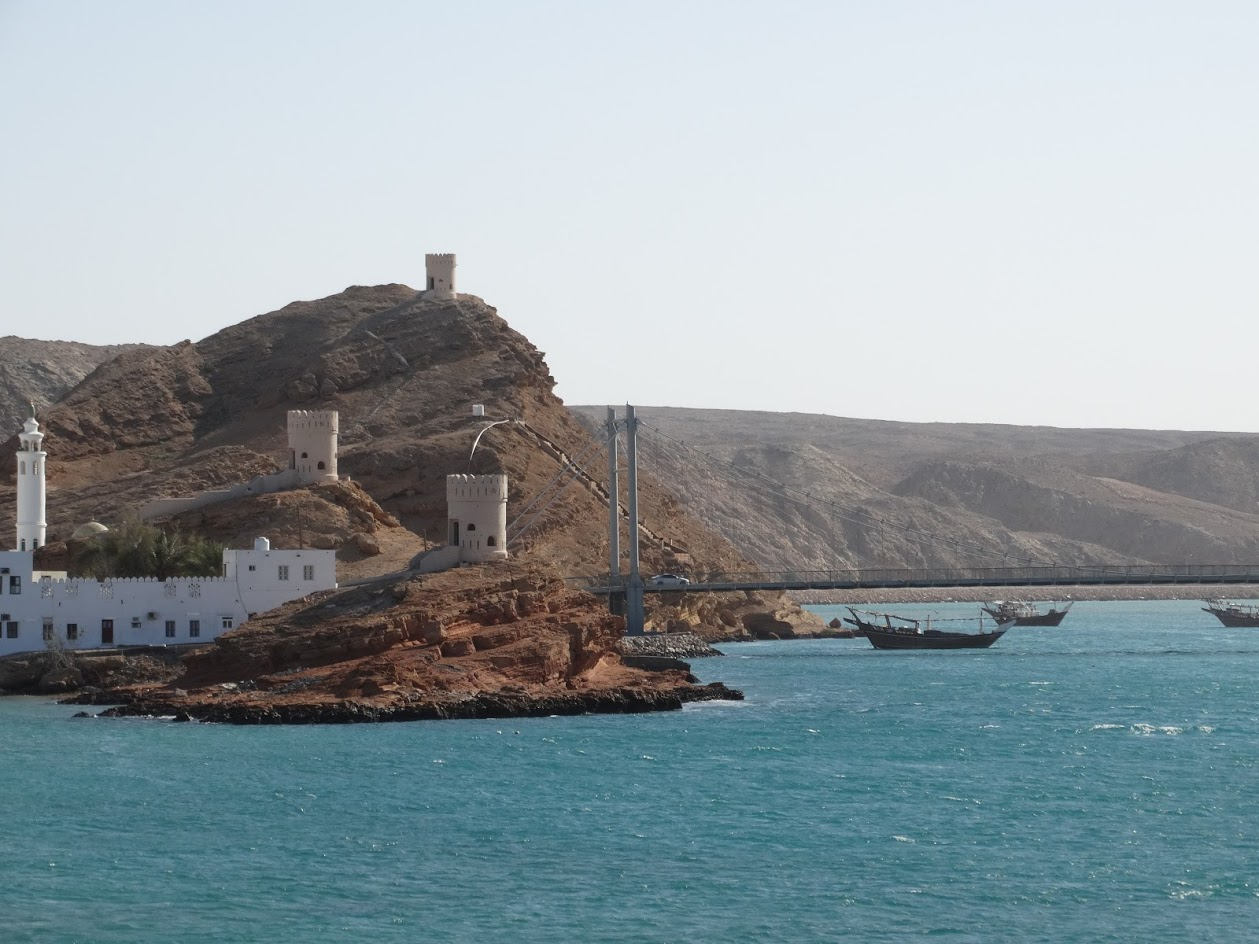
Torres de vigilancia
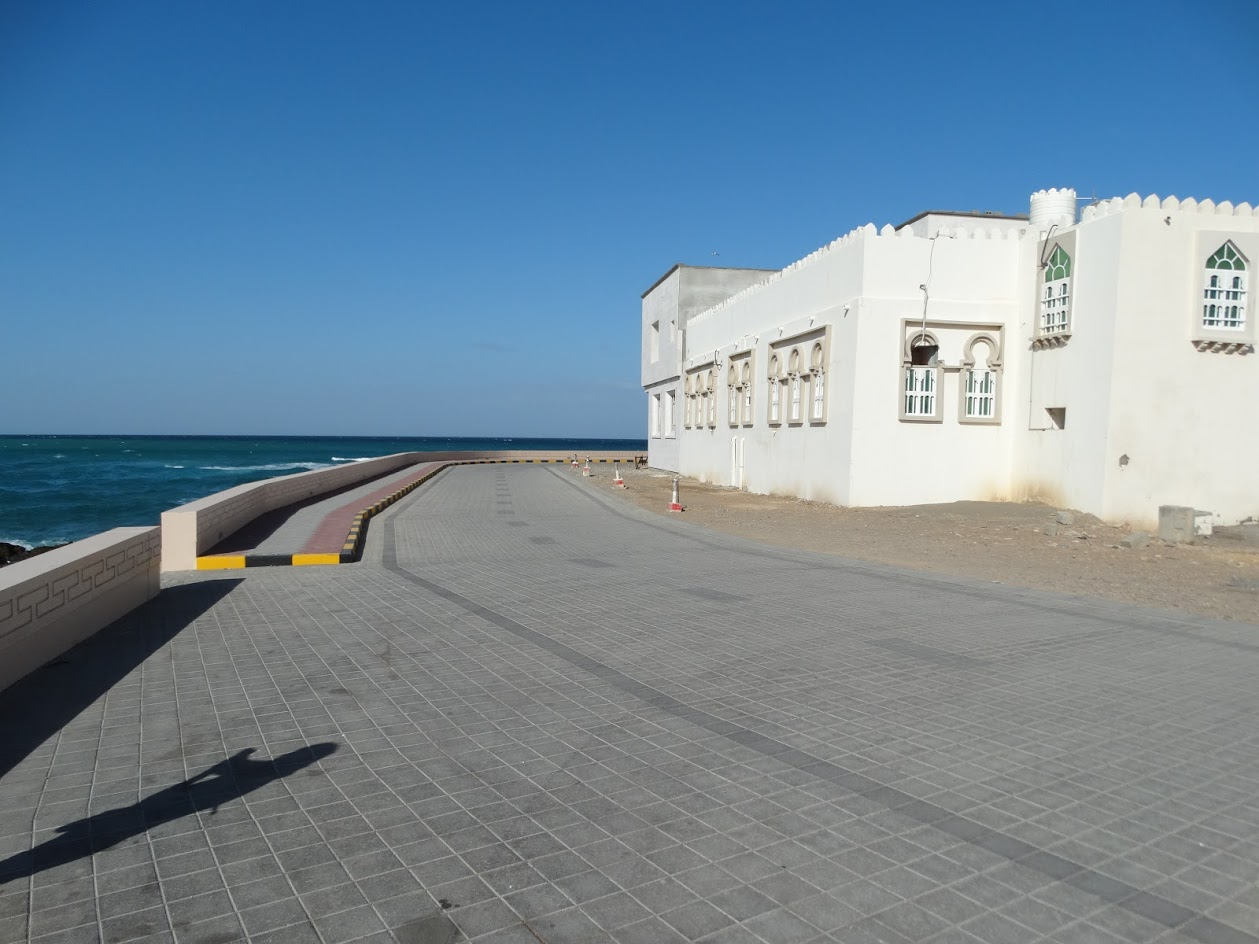
Golfo de Oman